# Histoires de fins du monde
Histoires de fins du monde est le cinquième volume de la première série de La Grande Anthologie de la science-fiction.
Préfacé par Jacques Goimard, il réunit dix-huit nouvelles et a été publié en 1974.

## Publication
- Jacques Goimard (dir.), Histoires de fins du monde, Le Livre de poche no 3767, 1974 (rééd. 1984), 409 p., 11 x 16,5 cm  (ISBN 9-782253-006084)

## Extrait de la préface
« Le thème de la fin du monde est aussi ancien que la peur de mourir. Il apparaît tout constitué dans les religions — fort nombreuses — qui développent des « mythes eschatologiques » (c’est-à-dire des récits relatifs à la fin du monde) : l’Apocalypse pour le christianisme, le Chant de la Völa pour l’ancienne religion scandinave, etc. À ce moment déjà, le thème présente une double face : tantôt la fin du monde — ou d’une partie du monde — est envoyée par les dieux pour punir l’homme de ses péchés (…), tantôt elle apparaît comme un processus inéluctable, intégré au cycle de la nature comme l’hiver au retour éternel des saisons (…)

Cataclysme par intrusion, cataclysme par stérilité : c'est toujours en fin de compte le cataclysme, le choc, le grand spectacle, l'inspiration apocalyptique de la pythie écumant  sur son trépied ou de la völa chantant d'une voix cassée le crépuscule des dieux. Un grand vent passe, qui emporte le monde avec lui et ne laisse pas pierre sur pierre (…). »
— Extrait de la préface

## Liste des nouvelles

### Foster, vous êtes mort!
- Titre original : Foster You're Dead ; trad. de l’anglais par Bruno Martin.
- Auteur : Philip K. Dick.
- Parution : nouvelle initialement parue dans  dans Star Science Fiction Magazine no 3, janvier 1955.
- Résumé : Face à la menace d’une guerre atomique, les citoyens sont encouragés à se protéger de manière toujours plus performante. Ceux qui ne s’y conforment pas, par conviction ou par manque de moyens, suscitent l’incompréhension et le rejet.

### Mémorial
- Titre original : Memorial ; trad. de l’anglais par Frank Straschitz.
- Auteur : Theodore Sturgeon.
- Parution : nouvelle initialement parue dans Astounding Science Fiction no 185, avril 1946.
- Résumé : Un savant met clandestinement au point un dispositif destructeur dont l’explosion doit créer une peur empêchant toute guerre atomique. Mais son déclenchement aura un effet contraire amenant à la destruction de l’humanité.
- Remarque : Nouvelle présente dans le recueil Les Talents de Xanadu.

### Le jour se lève
- Titre original : Daybroke ;  traduction de l’anglais par P.-J. Izabelle.
- Auteur : Robert Bloch.
- Parution : nouvelle initialement parue dans Star Science Fiction Magazine, janvier 1958.

### Loth
- Titre original : Lot ; trad. anonyme de l’anglais.
- Auteur : Ward Moore.
- Parution : nouvelle initialement parue dans The Magazine of Fantasy & Science Fiction no 24, mai 1953.
- Résumé : La guerre ayant apparemment débuté, un père prévoyant emmène sa famille loin de la ville pour commencer une nouvelle vie. Face aux diverses réactions de sa femme et de ses enfants, il fera finalement un choix entre eux pour terminer le trajet.

### La Mort de chaque jour
- Titre original : The Death of Each Day ; trad. de l’anglais par Arlette Rosenblum.
- Autrice : Idris Seabright (pseudonyme de Margaret St. Clair).
- Parution : nouvelle initialement parue dans The Magazine of Fantasy & Science Fiction no 83, avril 1958.
- Résumé : La guerre dure depuis longtemps. Mais sous l’influence de leur thérapie, les soldats sont persuadés qu’elle vient de commencer et que la victoire n’est qu’une question de jours. Ne pas prendre le traitement amène à constater l’étendue des destructions humaines et matérielles.

### Seule une mère...
- Titre original : That Only a Mother ; trad. de l’anglais par Alyette Guillot-Coli.
- Autrice : Judith Merril.
- Parution : nouvelle initialement parue dans Astounding Science Fiction no 211, juin 1948.
- Résumé : Durant une guerre atomique, une mère met au monde une fille, qui s’avère d’une intelligence extrêmement précoce et rend sa mère admirative. Mais cette enfant ne présente-t-elle pas d’autres mutations ?

### Prochain spectacle au programme
- Titre original : Coming Attraction trad. de l’anglais par P. Soulas.
- Auteur : Fritz Leiber.
- Parution : nouvelle initialement parue dans Galaxy Science Fiction no 2, novembre 1950.
- Résumé : La guerre entre les deux grandes puissances entraîne le délitement des valeurs de la société et du rapport entre hommes et femmes.

### Le Vaisseau fantôme
- Titre original : Flying Dutchman ; trad. de l’anglais par Roger Durand.
- Auteur : Ward Moore.
- Parution : nouvelle initialement parue dans Adventures in Tomorrow, 1951.

### Les Gardiens de la maison
- Titre original : The Keepers of the House ; trad. de l’anglais par Denise Hersant.
- Auteur : Lester del Rey.
- Parution : nouvelle initialement parue dans Fantastic Universe, janvier 1956.
- Résumé : Un chien, accompagné d’un rat de laboratoire, observe, sans pouvoir la comprendre, la fin de la civilisation.

### Les Filles et Nugent Miller
- Titre original : The Girls and Nugent Miller ; trad. de l’anglais par René Lathière.
- Auteur : Robert Sheckley.
- Parution : nouvelle initialement parue dans The Magazine of Fantasy & Science Fiction no 106, mars 1960.
- Résumé : Un homme, survivant de la guerre atomique, rencontre un groupe de femmes, ce qui pourrait permettre la renaissance d’une civilisation. L’attitude négative de l’une d’entre elles, rendant les hommes responsables de l’holocauste, le fera renoncer à son pacifisme.

### La vie n’est plus ce qu’elle était
- Titre original : They Don’t Make Life Like They Used To ; trad. de l’anglais par Michel Deutsch.
- Auteur : Alfred Bester.
- Parution : nouvelle initialement parue dans The Magazine of Fantasy & Science Fiction no 149, octobre 1963.
- Résumé : Dans New York dévasté et dépeuplé, une femme et un homme se rencontrent et nouent une relation basée sur l’insouciance. Mais les mutations provoquées par la guerre finiront par les rattraper.

### Les Carnivores
- Titre original : The Carnivore ; trad. de l’anglais par Didier Coupaye.
- Autrice : G. A. Morris.
- Parution : nouvelle initialement parue dans Galaxy Science Fiction no 35, octobre 1953.
- Résumé : Une survivante de la guerre atomique reçoit la visite d’une délégation de races extraterrestres herbivores. Elle voit dans leur bienveillance une aide pour reconstituer la civilisation terrienne, mais l’opération qu’ils ont pratiquée sur elle signifie au contraire sa fin.

### La Lune était verte
- Titre original : The Moon Is Green ; trad. de l’anglais par Didier Coupaye.
- Auteur : Fritz Leiber.
- Parution : nouvelle initialement parue dans Galaxy Science Fiction no 19, avril 1952.
- Résumé : Après la guerre atomique, une jeune femme enceinte se languit dans un abri souterrain collectif. Une nuit, elle ouvre une fenêtre et trouve un homme au-dehors. Elle le laisse entrer, le nourrit; il affirme que les mutations ont changé le monde en un jardin d'Éden et les enfants humains en elfes. Le mari survient alors et sous sa menace, l'homme narquois admet son boniment; le monde est un enfer, lui-même un monstre immunisé aux radiations. Mais la jeune femme, refusant de revenir à la triste réalité, préfère s'enfuir dans la nuit empoisonnée.

### Un système non-P
- Titre original : Null-P
- Auteur : William Tenn.
- Parution : nouvelle initialement parue dans Worlds Beyond no 2, janvier 1951.

### Que la lumière soit
- Titre original : Let There Be Light ; trad. de l’anglais par Bruno Martin.
- Auteur : Horace B. Fyfe.
- Parution : nouvelle initialement parue dans If no 5, novembre 1952.
- Résumé : Un groupe de survivants de la guerre atomique s’empare d’un robot et le détruit, seulement pour en récupérer l’huile afin de pouvoir s’éclairer.

### Frère Francis
- Titre original : A Canticle for Leibowitz ; trad. anonyme de l’anglais.
- Auteur : Walter M. Miller.
- Parution : nouvelle initialement parue dans The Magazine of Fantasy & Science Fiction no 47, avril 1955.

### La Ruée vers l’Est
- Titre original : Eastward Ho ! ; trad. de l’anglais par Christine Renard.
- Auteur : William Tenn.
- Parution : nouvelle initialement parue dans The Magazine of Fantasy & Science Fiction no 89, octobre 1958.
- Résumé : Les bouleversements causés par la guerre ont amené les tribus indiennes à se réapproprier progressivement le territoire américain, grâce à leur capacité d’adaptation. Les représentants des anciens États-Unis, privés de droits et de liberté, n’ont plus pour issue que s’enfuir vers l’est, vers l’Europe.

### Dans les eaux de Babylone
- Titre original : By the Waters of Babylon ; trad. de l’anglais par Marcel Battin.
- Auteur : Stephen Vincent Benét.
- Parution : nouvelle initialement parue dans The Saturday Evening Post 31 juillet 1937.
- Résumé : À la suite d'une guerre atomique, la civilisation a régressé. Un « fils de prêtre » entreprend un voyage initiatique qui le conduit aux vestiges d’une ville. Il en revient transformé, avec l’envie de rebâtir la civilisation des hommes.